# Dyskografia Rity Ory
Dyskografia Rity Ory – dorobek brytyjskiej piosenkarki Rity Ory składa się z trzech albumów studyjnych, dwóch EP-ek, 25 singli jako główna artystka, siedmiu singli jako gościnny artystka i sześciu singli promocyjnych.
Cztery single Ory osiągnęły pierwsze miejsce na brytyjskiej liście singli, a 13 z jej singli znalazło się w pierwszej dziesiątce, co czyni Ritę Orę brytyjską artystką z największą liczbą wpisów w pierwszej dziesiątce rankingu.
W lutym 2012 roku Ora wystąpiła w singlu angielskiego producenta DJ Fresha pt. „Hot Right Now”, który znalazł się w pierwszej pięćdziesiątce w kilku krajach.
Jej debiutancki album studyjny, Ora, został wydany przez Columbia, Ministry of Sound i Roc Nation w sierpniu 2012 roku. Album osiągnął pierwsze miejsce na brytyjskiej liście albumów i od tego czasu uzyskał platynę od brytyjskiego przemysłu fonograficznego (BPI). Dotarł do pierwszej trzydziestki w Australii, Irlandii, Nowej Zelandii i Szkocji. Z czterech singli z albumu „How We Do (Party)” (2012) i „ RIP „(2012) osiągnęły pierwsze miejsce na brytyjskiej liście przebojów singli, podczas gdy” Shine Ya Light” (2012) i „Radioactive” (2013) dotarła odpowiednio do pierwszej 10 i pierwszej 20 na liście.
Drugi album studyjny Ory, Phoenix, został wyprodukowany przez Atlantic w listopadzie 2018 r Album osiągnął 11. miejsce na brytyjskiej liście albumów i uzyskał złoty certyfikat w Wielkiej Brytanii. Wysoko trafił też na listy przebojów m.in. w Austrii, Kanadzie, Niemczech, Włoszech i Stanach Zjednoczonych. Płytę poprzedziło pięć singli: „Your Song „(2017),” Anywhere” (2017), „For You „(2018),” Let You Love Me” (2018) i „Only Want You” (2018). Cztery single z nich dotarły do pierwszej dziesiątki na brytyjskiej liście singli.
W lutym 2021 roku Ora wydała wspólną EP-kę Bang z kazachskim producentem Imanbekiem. Powstał singiel „Big „i promocyjny singiel” Bang Bang”, który wszedł na listy przebojów w kilku krajach.
14 lipca 2023 roku artystka wydała swój trzeci album studyjny „You & I”.

## Albumy studyjne
| Ora | - Wydany: 27 sierpnia 2012 - Wytwórnia: Roc Nation, Columbia, Ministry of Sound - Formaty: CD, pobieranie cyfrowe, przesyłanie strumieniowe | 1  | 24 | 51 | –  | 101 | 63 | 2  | –  | 24 | 15 | –  | - BPI: Platyna                                        |
| Phoenix | - Wydany: 23 listopada 2018 - Wytwórnia: Atlantyk - Formaty: CD, pobieranie cyfrowe, przesyłanie strumieniowe                               | 11 | 15 | 43 | 36 | –   | 13 | 19 | 30 | 18 | 18 | 79 | - BPI: złoty - MC: Złoto - NVPI: Złoto - POL: Platyna |
| You & I | - Wydany: 14 lipca 2023 - Wytwórnia: BMG - Formaty: CD, LP, pobieranie cyfrowe, przesyłanie strumieniowe                                    | 6  | –  | 45 | –  | –   | 19 | –  | –  | –  | 25 | 7  | –                                                     |
| „–” oznacza nagranie, które nie znalazło się na listach przebojów lub nie zostało wydane na tym terytorium. | |    |    |    |    |     |    |    |    |    |    |    |                                                       |

## Single
| Rok  | Tytuł                                                 | Pozycje na listach przebojów | Pozycje na listach przebojów | Pozycje na listach przebojów | Pozycje na listach przebojów | Pozycje na listach przebojów | Pozycje na listach przebojów | Pozycje na listach przebojów | Pozycje na listach przebojów | Pozycje na listach przebojów | Certyfikaty | Album                                 |
| Rok  | Tytuł                                                 | UK                           | AUS                          | AUT                          | DEN                          | GER                          | NZ                           | POL                          | SWI                          | US                           | Certyfikaty | Album                                 |
| ---- | ----------------------------------------------------- | ---------------------------- | ---------------------------- | ---------------------------- | ---------------------------- | ---------------------------- | ---------------------------- | ---------------------------- | ---------------------------- | ---------------------------- | --- | ------------------------------------- |
| 2012 | „How We Do (Party)”                                   | 1                            | 9                            | 35                           | 40                           | 40                           | 5                            | –                            | 41                           | 62                           | - GBR: złota płyta - AUS: 2x platynowa płyta - NZ: złota płyta | Ora                                   |
| 2012 | „R.I.P.” oraz Tinie Tempah                            | 1                            | 10                           | 51                           | 26                           | 36                           | 28                           | –                            | 46                           | –                            | - GBR: platynowa płyta - AUS: platynowa płyta - DEN: złota płyta | Ora                                   |
| 2012 | „Shine Ya Light”                                      | 10                           | –                            | –                            | –                            | –                            | –                            | –                            | –                            | –                            | | Ora                                   |
| 2012 | „Roc the Life”                                        | –                            | –                            | –                            | –                            | –                            | –                            | –                            | –                            | –                            | | Ora                                   |
| 2013 | „Radioactive”                                         | 18                           | 23                           | –                            | –                            | –                            | –                            | –                            | –                            | –                            | - AUS: złota płyta | Ora                                   |
| 2014 | „I Will Never Let You Down”                           | 1                            | 5                            | 15                           | –                            | 23                           | 9                            | –                            | 12                           | 77                           | - GBR: platynowa płyta - AUS: platynowa płyta - GER: złota płyta - DEN: złota płyta - NZ: złota płyta | –                                     |
| 2015 | „Poison”                                              | 3                            | 30                           | –                            | –                            | –                            | –                            | –                            | –                            | –                            | - GBR: złota płyta - AUS: złota płyta | –                                     |
| 2015 | „Body on Me” (oraz Chris Brown)                       | 22                           | 66                           | –                            | –                            | –                            | –                            | –                            | –                            | –                            | - GBR: srebrna płyta | –                                     |
| 2015 | „Coming Home” (oraz Sigma)                            |                              |                              |                              |                              |                              |                              |                              | –                            | –                            | | Life                                  |
| 2017 | „Your Song”                                           | 7                            | 12                           | 10                           | 19                           | 13                           | 16                           | 16                           | 13                           | –                            | - GBR: platynowa płyta - AUS: 2x platynowa płyta - AUT: złota płyta - BEL: platynowa płyta - GER: platynowa płyta - DEN: platynowa płyta - SWI: platynowa płyta - POL: 2x platynowa płyta - NZ: złota płyta | Phoenix                               |
| 2017 | „Anywhere”                                            | 2                            | 14                           | 18                           | 25                           | 18                           | 23                           | 1                            | 7                            | –                            | - GBR: platynowa płyta - AUS: 2x platynowa płyta - BEL: złota płyta - GER: złota płyta - DEN: złota płyta - SWI: platynowa płyta - NZ: złota płyta - POL: diamentowa płyta                                  | Phoenix                               |
| 2018 | „For You” oraz Liam Payne                             | 8                            | 15                           | 4                            | 17                           | 1                            | 34                           | 3                            | 3                            | 76                           | - GBR: złota płyta - AUS: platynowa płyta - AUT: złota płyta - BEL: złota płyta - GER: złota płyta - DEN: złota płyta - POL: 2x platynowa płyta                                                             | Nowe oblicze Greya(ścieżka dźwiękowa) |
| 2018 | „Girls” (gościnnie: Charli XCX, Bebe Rexha i Cardi B) | 22                           | 52                           | 69                           | –                            | 73                           | –                            | 27                           | 54                           | –                            | - GBR: srebrna płyta - POL: złota płyta | Phoenix                               |
| 2018 | „Let You Love Me”                                     | 4                            | 77                           | –                            | –                            | 3                            | 19                           | –                            | 31                           | –                            | - POL: diamentowa płyta | Phoenix                               |
| 2019 | „Only Want You” (gościnnie 6LACK)                     | 60                           | –                            | –                            | –                            | –                            | –                            | –                            | –                            | –                            | - POL: złota płyta | Phoenix                               |
| 2019 | „New Look”                                            | –                            | –                            | –                            | –                            | –                            | –                            | –                            | –                            | –                            | | –                                     |
| 2019 | „Carry On” oraz Kygo                                  | 26                           | –                            | 47                           | –                            | –                            | –                            | –                            | –                            | –                            | - POL: platynowa płyta | Golden Hour(edycja japońska)          |
| 2020 | „How to Be Lonley”                                    | 57                           | –                            | –                            | –                            | –                            | –                            | –                            | –                            | –                            | | –                                     |
| 2021 | „You For Me” (oraz Sigala)                            | 23                           | –                            | –                            | –                            | –                            | –                            | –                            | –                            | –                            | | Every Cloud                           |
| 2021 | „Bang Bang” (oraz Imanbek)                            | –                            | –                            | –                            | –                            | –                            | –                            | –                            | –                            | –                            | | BANG (EP)                             |
| 2021 | „Big” (oraz David Guetta, Gunna)                      | 53                           | –                            | –                            | –                            | –                            | –                            | –                            | –                            | –                            | | BANG (EP)                             |
| 2021 | „The One”                                             | –                            | –                            | –                            | –                            | –                            | –                            | –                            | –                            | –                            | | BANG (EP)                             |
| 2021 | „Mood” (oraz KHEA)                                    | –                            | –                            | –                            | –                            | –                            | –                            | –                            | –                            | –                            | | BANG (EP)                             |
| 2022 | „Barricades” (oraz Netsky)                            | –                            | –                            | –                            | –                            | –                            | –                            | –                            | –                            | –                            | | –                                     |
| 2023 | „Finish Line”                                         | –                            | –                            | –                            | –                            | –                            | –                            | –                            | –                            | –                            | | Self Love 2023                        |
| 2023 | „You Only Love Me”                                    | 57                           | –                            | –                            | –                            | –                            | –                            | –                            | –                            | –                            | | You & I                               |
| 2023 | „Praising You” (oraz Fatboy Slim)                     | –                            | –                            | –                            | –                            | –                            | –                            | –                            | –                            | –                            | | You & I                               |
| 2023 | „Don’t Think Twice”                                   | –                            | –                            | –                            | –                            | –                            | –                            | –                            | –                            | –                            | | You & I                               |
| 2023 | „Drinkin” (oraz Joel Corry i MK)                      | 44                           | –                            | –                            | –                            | –                            | –                            | –                            | –                            | –                            | | Another Friday Night                  |

### Z gościnnym udziałem
| Rok  | Tytuł                   | Autor                                      | Certyfikaty             |
| ---- | ----------------------- | ------------------------------------------ | ----------------------- |
| 2012 | „Hot Right Now”         | (DJ Fresh gościnnie: Rita Ora)             |                         |
| 2013 | „Lay Down Your Weapons” | (K Koke gościnnie: Rita Ora)               |                         |
| 2013 | „Torn Apart”            | (Snoop Lion gościnnie: Rita Ora)           |                         |
| 2014 | „Black Widow”           | (Iggy Azalea gościnnie: Rita Ora)          |                         |
| 2014 | „Doing It”              | (Charli XCX gościnnie: Rita Ora)           |                         |
| 2015 | „New York Raining”      | (Charles Hamilton gościnnie: Rita Ora)     |                         |
| 2015 | „Coming Home”           | (Sigma gościnnie: Rita Ora)                |                         |
| 2017 | „Lonely Together”       | (Avicii gościnnie: Rita Ora)               | - POL: złota płyta      |
| 2019 | „R.I.P”                 | (Sofia Reyes gościnnie: Rita Ora i Anitta) |                         |
| 2019 | „Ritual”                | (Tiësto, gościnnie: Jonas Blue i Rita Ora) | - POL: diamentowa płyta |
| 2019 | „Champagne Lights”      | LUkS                                       |                         |
| 2021 | „Follow Me”             | Sam Feldt (gościnnie Rita Ora)             |                         |
| 2021 | „Seaside”               | Diane Warren, Sofia Reyes, Reik, Rita Ora  |                         |

## EP-ki
| Tytuł                                                                                                 | Szczegóły                                                                                          | Szczytowe pozycje na liście |
| Tytuł                                                                                                 | Szczegóły                                                                                          | US Dance                    |
| --- | -------------------------------------------------------------------------------------------------- | --------------------------- |
| Spotify Session                                                                                       | - Wydana: 23 września 2012 - Wytwórnia: Roc Nation - Formaty: streaming                            | –                           |
| Bang (wraz z Imanbek)                                                                                 | - Wydana: 12 lutego 2021 r. - Wytwórnia: Atlantic, Warner - Formaty: pobieranie cyfrowe, streaming | 16                          |
| „–” oznacza EP-kę, która nie znalazła się na listach przebojów lub nie została wydana w tym państwie. | |                             |

| Tytuł | Rok  | Szczytowe pozycje na liście | Szczytowe pozycje na liście | Album                                  |
| Tytuł | Rok  | UK DL                       | NZ Hot                      | Album                                  |
| --- | ---- | --------------------------- | --------------------------- | -------------------------------------- |
| „Roc Life”                                                                                                  | 2012 | –                           | –                           | Ora                                    |
| „Velvet Rope”                                                                                               | 2018 | –                           | –                           | Phoenix                                |
| „Cashmere”                                                                                                  | 2018 | –                           | –                           | Phoenix                                |
| „Falling to Pieces”                                                                                         | 2018 | –                           | –                           | Phoenix                                |
| „Bang Bang” (wraz z Imandbek)                                                                               | 2021 | 27                          | 6                           | Bang                                   |
| „Seaside” (wraz z Diane Warren, Sofía Reyes, Reik and Rita Ora)                                             | 2021 | 76                          | –                           | Diane Warren: The Cave Sessions Vol. 1 |
| „Finish Line”                                                                                               | 2022 | –                           | –                           | –                                      |
| „–” oznacza nagranie, które nie znalazło się na listach przebojów lub nie zostało wydane na tym terytorium. |      |                             |                             |                                        |

## Inne utwory notowane na listach przebojów
| Tytuł | Rok  | Szczytowe pozycje na liście | Szczytowe pozycje na liście | Szczytowe pozycje na liście | Szczytowe pozycje na liście | Album       |
| Tytuł | Rok  | UK                          | BEL (FL) Tip                | NZ Hot                      | US Dance                    | Album       |
| --- | ---- | --------------------------- | --------------------------- | --------------------------- | --------------------------- | ----------- |
| „Better than You” (Conor Maynard wraz z Ritą Orą)                                                           | 2012 | 105                         | –                           | –                           | –                           | Contrast    |
| „Love and War”                                                                                              | 2012 | 193                         | –                           | –                           | –                           | Ora         |
| „Young, Single &Sexy”                                                                                       | 2012 | 54                          | –                           | –                           | –                           | Ora         |
| „Torn Apart ” (Snoop Lion wraz z Ritą Orą)                                                                  | 2013 | –                           | 44                          | –                           | –                           | Reincarnate |
| „Summer Love” (Rudimental oraz Rita Ora)                                                                    | 2018 | –                           | –                           | 9                           | 48                          | Phoenix     |
| „–” oznacza nagranie, które nie znalazło się na listach przebojów lub nie zostało wydane na tym terytorium. |      |                             |                             |                             |                             |             |

## Współtworzone piosenki
| Tytuł            | Rok  | Artysta        | Album | Ref.   |
| ---------------- | ---- | -------------- | ----- | ------ |
| „Invisible Girl” | 2010 | Gabriela Cilmi | Ten   | [ 40 ] |
| „Shy”            | 2015 | Stacey Solomon | Shy   | [ 41 ] |

## Gościnne wystąpienia w teledyskach
| Rok  | Tytuł               | Autor                     |
| ---- | ------------------- | ------------------------- |
| 2008 | „Where’s Your Love” | Tinchy Stryder            |
| 2009 | „Young Forever”     | Jay-Z (wraz z Mr. Hudson) |
| 2009 | „Over”              | Drake                     |
| 2018 | „Girls Like You”    | Maroon 5                  |

## Wydania specjalne
| Rok  | Tytuł                              | Informacje                                                                                             |
| ---- | ---------------------------------- | --- |
| 2012 | Spotify Sessions                   | Data premiery: 23 października 2012 Wytwórnia: Roc Nation (Sony) Z części „Spotify-Sessions“-Reihe     |
| 2019 | Spotify Singles                    | Data premiery: 4 kwietnia 2019 Wytwórnia: Atlantic Records (WMG) Z części „Spotify-Singles“-Reihe      |
| 2023 | Apple Music Home Session: Rita Ora | Data premiery: 8 marca 2023 Wytwórnia: BMG Rights Management Z części „Apple-Music-Home-Session“-Reihe |